# Spirit of Free Enterprise
Pour les articles homonymes, voir Spirit.
Le Spirit of Free Enterprise est le premier ferry d'une série de trois navires construits pour la compagnie Townsend Thoresen. Il a pour navires-jumeaux l'Herald of Free Enterprise et le Pride of Free Enterprise.

## Histoire du navire
Le Spirit of Free Enterprise a été construit par le chantier Schichau-Unterweser AG de Bremerhaven, en Allemagne, en 1980, et armé par Townsend Thoresen. Il possède deux sister-ships : le Pride of Free Enterprise et l'Herald of Free Enterprise.
Il assurait habituellement les liaisons transmanche entre Douvres et Calais.
Le 6 mars 1987, son navire-jumeau, l'Herald of Free Enterprise, chavire à la sortie du port de Zeebruges. À la suite de ce naufrage, la compagnie Townsend Thoresen est racheté par la compagnie P & O Ferries. Des caméras de vidéosurveillance sont installés au niveau du pont-garage afin de vérifier la fermeture des portes avant le départ, et le Spirit of Free Enterprise (devenu le Pride of Kent en 1987) reprend son service régulier. Sa coque et ses cheminées sont devenues bleues afin de faire oublier la tragédie ayant frappé son navire-jumeau.
En 1991, le navire est « jumboisé » et reçoit un tronçon de 31 mètres. Sa capacité maximale passe à 1 825 passagers et 460 voitures. En 1998, la compagnie P & O European Ferries fusionne avec la Stena Line sur la ligne Douvres—Calais. Le Pride of Kent devient le P & O SL Kent puis le P & O Kent en août 2002 à la suite du rachat de 40 % de la Stena Line par la P & O European Ferries.
Au printemps 2003, le navire est vendu à la compagnie GA Ferries après être resté désarmé à Dunkerque quelques semaines. Il est renommé Anthi Marina et effectue la liaison entre Le Pirée et Rhodes. En 2006, sa proue est modifiée. En 2009, la compagnie a de graves problèmes financiers. Elle désarme plusieurs navires. L'Anthi Marina est désarmé au Pirée puis vendu à un chantier de démolition d'Aliağa en 2012.